# Gornya Vrastica
Gornya Vrastica (macedónul: Горна Враштица) település Észak-Macedóniában, a Délkeleti körzetben, a Koncsei járásban.

## Népesség
| Lakosok száma | 146  | 160  | 57   | 2    |      |
|               | 1948 | 1953 | 1961 | 1971 | 1981 |

- 2002-ben lakatlan település, korábban macedónok lakták.